# Lycée Carnot (Pointe-à-Pitre)
Pour les articles homonymes, voir Lycée Carnot.
Le lycée Carnot est un établissement public polyvalent situé 28, rue Jean-Jaurès à Pointe-à-Pitre en Guadeloupe. C'est un lycée général à vocation scientifique, littéraire, économique et technologique ainsi qu'un lycée professionnel depuis 1979.

## Histoire
À l'origine, le site, situé sur un morne présentant un espace sain et aéré, est occupé par un hôpital construit au XVIIIe siècle. À la suite du séisme de 1843 aux Petites Antilles qui le détruit, des travaux pour un nouvel hôpital commencent dès 1844 par la construction d'un bâtiment en U qui ne sera achevé qu'en 1856. Durant les quarante années suivantes seront ajoutés : une galerie couverte, des dépendances et une chapelle. Les cours sont aussi nivelées.
Après le départ d'une partie de la garnison de Pointe-à-Pitre, l'hôpital est progressivement fermé. En 1882, l'État le cède au conseil général qui veut en faire un lycée. Sous l'impulsion de l'homme politique pointois Alexandre Isaac (1845-1899), il devient le 17 mai 1883 le premier lycée de Pointe-à-Pitre et prend en 1895 le nom de lycée Carnot en hommage au président français assassiné Sadi Carnot.
Les bâtiments historiques sont inscrits le 15 janvier 1979 aux monuments historiques.

## Personnalités notables du lycée

### Enseignants
- Emmanuel-Flavia Léopold[5], professeur d'histoire-géographie

### Élèves
- Henri Bangou (homme politique)[3]
- Élie Bloncourt (homme politique)
- Gilbert de Chambertrand (écrivain)[3]
- Thierry Élise[3]
- José Galas[3]
- Raymond Guillod (homme politique)
- Bertène Juminer (médecin et écrivain)[3]
- Paul Lacavé (homme politique)
- Gésip Légitimus (homme politique)[3]
- Rémy Nainsouta[3]
- Raoul Georges Nicolo (ingénieur et inventeur)
- Saint-John Perse (poète et diplomate) [3], prix Nobel de littérature.
- Félix Proto (homme politique)[3]
- Max Rippon (écrivain)[3]
- Félix Bréta
- Claude Roux (homme politique)
- Michel Feuillard (géophysicien)[6]

## Galerie

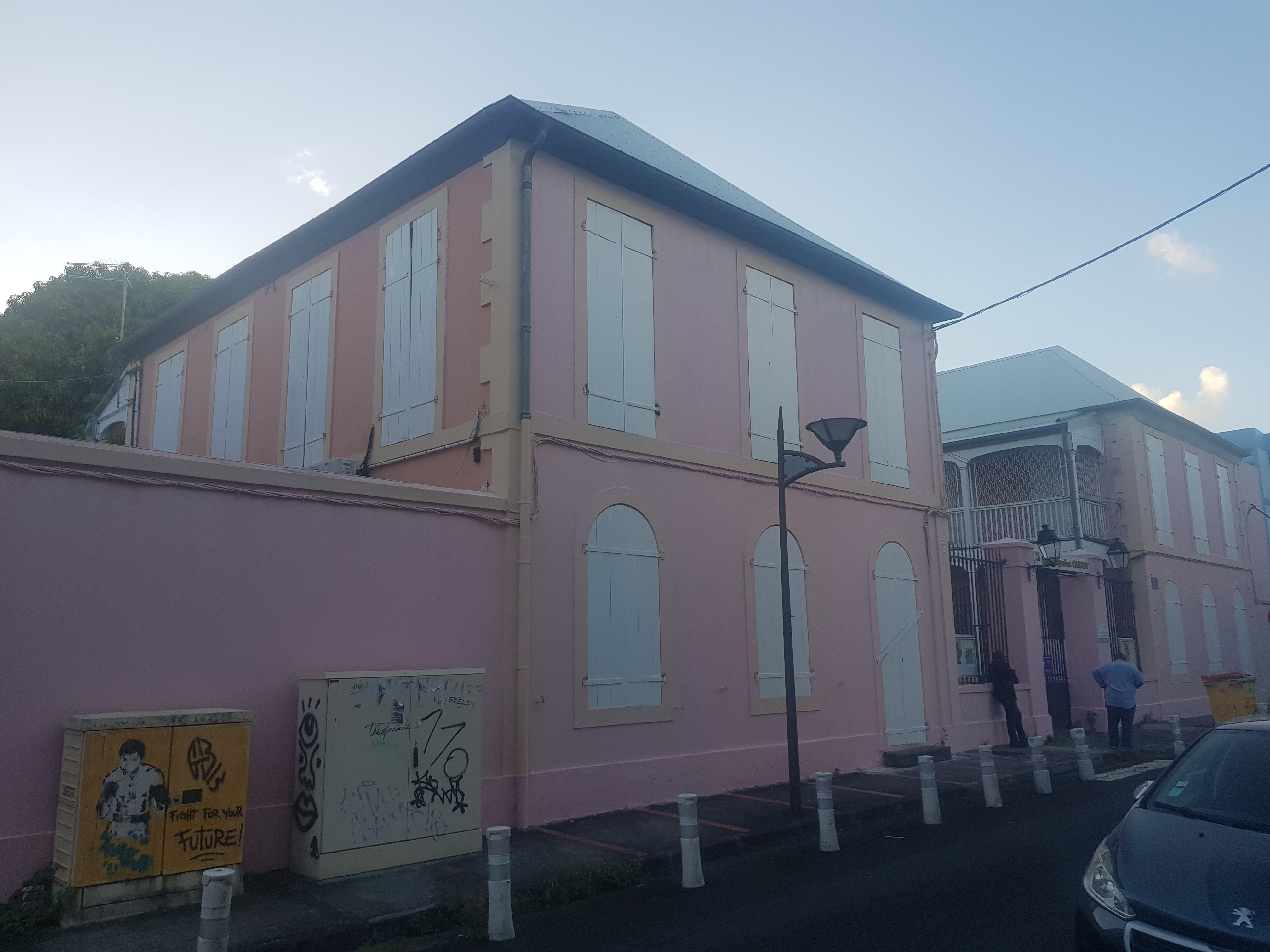
Lycée Carnot (façade).
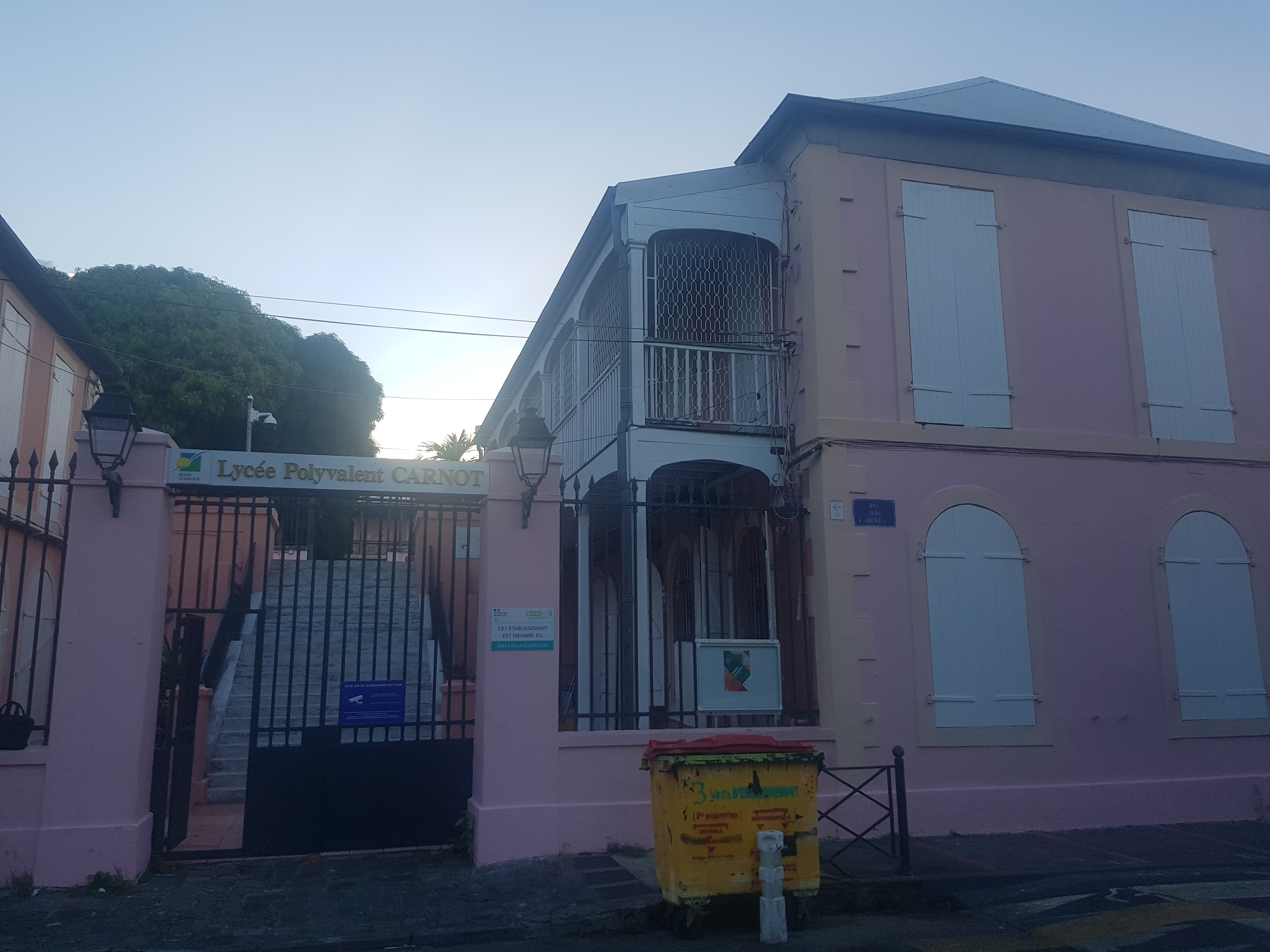
Lycée Carnot (entrée).